# Сетка Павловского
Се́тка Павло́вского — средство индивидуальной защиты от гнуса. Представляет собой отрез хлопчатобумажной рыболовной сети, пропитанной отпугивающими веществами. В отличие от москитных сеток работает не как физический барьер, а как источник репеллента пролонгированного действия.
Само изделие возникло в результате реализации обширной программы по разработке средств защиты от кровососущих двукрылых и клещей. Предложенная в 1938 году E. Н. Павловским, Г. С. Первомайским и К. П. Чагиным, она нашла широкое использование в войсках, а также у геологов, лесорубов, топографов, на Дальнем Востоке и в других регионах, где гнус представляет собой настоящее бедствие.
Сетку (ширина 50 см, длина 75 см, ячейки 1 —1,5 см) с помощью тесьмы прикрепляют к головному убору таким образом, чтобы она покрывала плечи и спину, спереди доходила до бровей. Репеллент, которым пропитана сетка, при испарении создает вокруг лица защитную область, отпугивая гнус. Для достижения долговременного эффекта сетки пропитывают специальными студнеобразными составами, «которые готовят путем растворения 1 весовой части ацетилцеллюлозы в 11 частях ацетона с последующим добавлением 4 весовых частей репеллента (диметилфталата, диэтилтолуамида, гексамида или др.)». Отпугивающий эффект сохраняется до 3-4 месяцев.